# Vicente Torregrosa Manrique
Vicente Torregrosa Manrique, (Alicante, 1933- Barcelona, 1985) que firmaba simplemente con su primer apellido, fue un dibujante de historietas español.

## Biografía
Vicente Torregrosa trabajó como publicista del programa Escala en HI-FI.
Pasó luego a Bruguera, donde comenzó dibujando El Capitán Trueno (1963). Pronto se dedicó sobre todo a la adaptación de clásicos literarios para las colecciones "Héroes" y "Joyas Literarias Juveniles", aunque también ilustró series como El Sheriff King (1969) y Jimmy Bananas (1979) para "Pulgarcito".
Produjo también historietas para el mercado británico (temas de guerra, Charlot y Fanny) y también para la editorial alemana Bastei-Verlag (la abeja Maya, el gato Félix)
Además tuvo 2 hijos con Ángela Sañudo, Julia Torregrosa y Vicente Torregrosa, además de cuatro nietos  Alejandro Trastoy, Laura Trastoy, Fiona Torregrosa y Leo Torregrosa.

## Obra
| Años | Título                               | Guionista                 | Tipo       | Publicación                                   |
| ---- | ------------------------------------ | ------------------------- | ---------- | --------------------------------------------- |
| 1960 | El Capitán Trueno                    |                           | Serie      | El Capitán Trueno Extra                       |
| 1964 | Cuadernos Héroes: Los Justicieros    | Julio Fernández           | Serial     | Bruguera                                      |
| 1964 | El último ciervo                     | Eduardo Romero            | Monografía | Bruguera: Héroes, núm. 33 / Tarzán, núm. 1    |
| 1964 | El zoo del circo                     | José María Carbonell      | Monografía | Bruguera: Héroes, núm. 41 / Tarzán, núm. 2    |
| 1964 | El tesoro de Chaka                   | José García Esplugas      | Monografía | Bruguera: Héroes, núm. 47 / Tarzán, núm. 4    |
| 1965 | San Juan Bautista de La Salle        | Laura García Corella      | Monografía | Bruguera: Historias, núm. 196                 |
| 196- | Polvorilla y Castorín                | José Antonio Vidal Sales, | Serie      | Din Dan, Tele Color, Gran Pulgarcito          |
| 1966 | El Jabato                            |                           | Serie      | El Capitán Trueno Extra                       |
| 1967 | Bonanza                              | Vicente Palomares         | Serie      | Tele Color                                    |
| 1968 | Pecos Jim                            | Perich                    | Serie      | DDT                                           |
| 1969 | El Sheriff King                      | José Antonio Vidal Sales  | Serie      | Pulgarcito                                    |
| 1970 | Veinte mil leguas de viaje submarino | José Antonio Vidal Sales  | Monografía | Bruguera: Joyas Literarias Juveniles, núm. 4  |
| 1971 | El Sheriff King                      |                           | Serial     | Bruguera: Grandes Aventuras Juveniles         |
| 1971 | La isla misteriosa                   | José Antonio Vidal Sales  | Monografía | Bruguera: Joyas Literarias Juveniles, núm. 13 |
| 19   |                                      |                           | Monografía | Bruguera: Joyas Literarias Juveniles, núm.    |
| 1979 | Jimmy Bananas                        | Jordi Bayona              | Serie      | Pulgarcito                                    |